# Polygraphe (auteur)
Pour les articles homonymes, voir Polygraphe.
 (septembre 2023).
Si vous disposez d'ouvrages ou d'articles de référence ou si vous connaissez des sites web de qualité traitant du thème abordé ici, merci de compléter l'article en donnant les références utiles à sa vérifiabilité et en les liant à la section « Notes et références ».

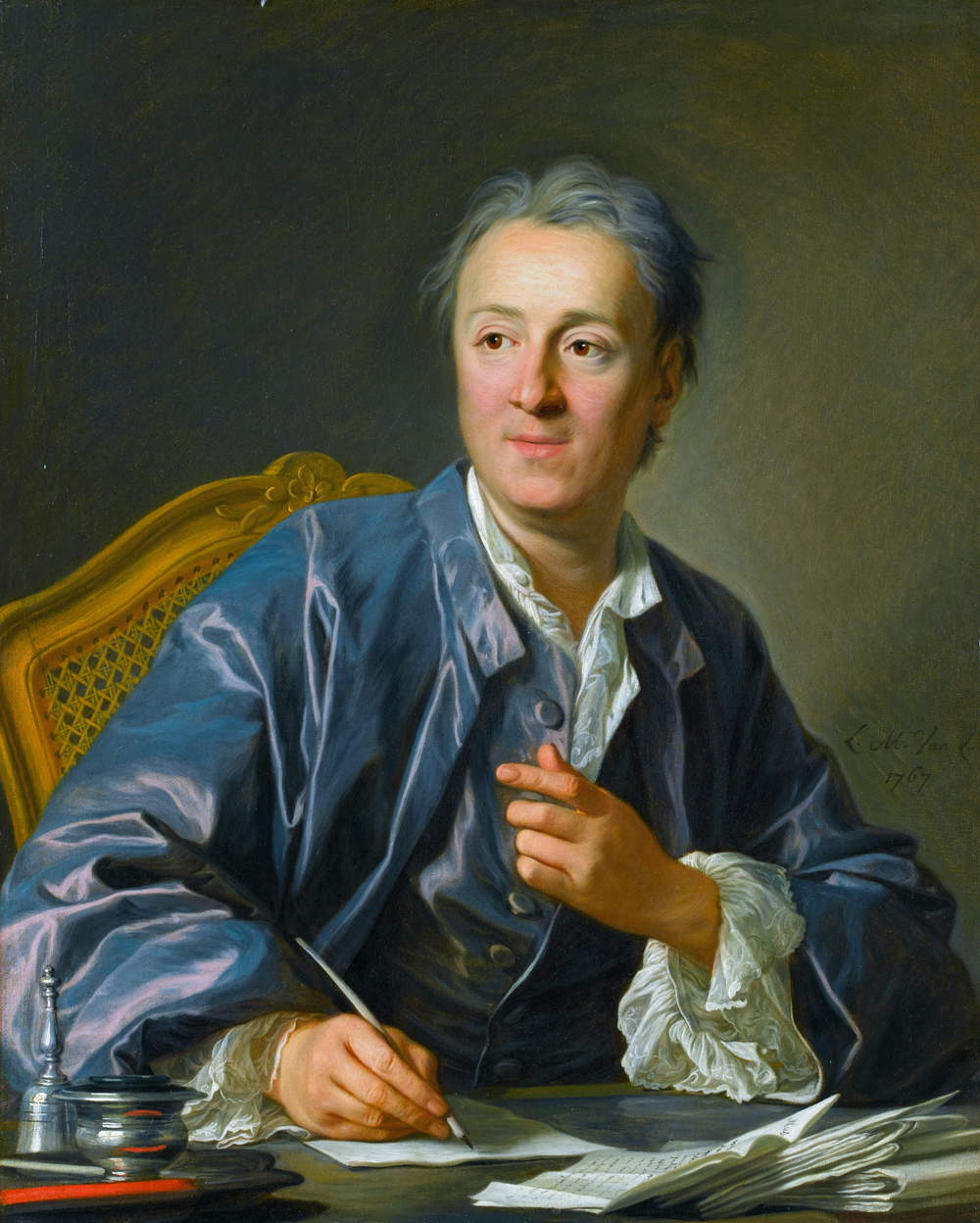
Diderot par Louis-Michel van Loo (1767).

Un polygraphe (du grec ancien polugraphos : Poly : plusieurs et graphos : écriture) est un auteur qui écrit sur des domaines variés.
Les polygraphes sont souvent polymathes, un bon exemple étant Goethe.

## Présentation
Dans le domaine de la littérature, le nom de polygraphe s'applique surtout à certains écrivains de l'Antiquité : parmi eux, Xénophon, Platon, Aristote et Plutarque chez les Grecs, Varron, Cicéron et Pline l'Ancien chez les Romains.
On compte encore des polygraphes au Moyen Âge et à la Renaissance, mais ils deviennent de plus en plus rares dans les temps modernes en raison du développement des sciences particulières. Voltaire et l’encyclopédiste Diderot sont deux exemples de polygraphes modernes.

### Evolution du terme
Le terme semble avoir été employé au cours de l’Antiquité dans un sens différent de celui que nous l’entendons aujourd’hui. Diogène Laërce désigne Épicure comme celui qui composa plus d’ouvrages que n’importe quel philosophe. En parallèle, il critique Chrysippe d’avoir voulu « l’imiter en πολυγραφία » (polygraphie), ce qui rend son œuvre « répétitive et maladroite ». À cette époque donc, la polygraphie implique, de façon restreinte, le fait de composer un grand nombre de textes. Pour autant, la liste des œuvres d’Épicure donnée par Diogène Laërce, ne recense que des ouvrages philosophique, démontrant ainsi que le terme n’induit aucunement l'idée de « diversité » qu'on lui i prête aujourd'hui.
Entre le moyen-âge et le XIXe siècle, on observe un glissement du sens qui va  prendre un sens péjoratif pour qualifier des auteurs - ou de nos jours, certains journalistes - qui traitent superficiellement de plusieurs sujets sans en maîtriser aucun en profondeur.

### Auteurs polygraphes

#### Antiquité
- Apion
- Apulée
- Aristote
- As-Souli (Bassora)
- Cicéron
- Confucius[5]
- Démocrite
- Douris de Samos
- Lucien de Samosate[6]
- Philostrate de Lemnos
- Platon
- Pline l'Ancien
- Plutarque
- Claude Ptolémée
- Suétone
- Varron
- Virgile
- Xénophon (d'Athènes)

#### Moyen Âge
- Leon Battista Alberti
- Dante Alighieri
- Al-Biruni
- Al-Jahiz
- Al-Mas'ûdî
- Averroès
- Avicenne
- Vincent de Beauvais
- Wauchier de Denain[7]
- Pierre le Diacre
- Jacques d'Édesse
- Benito Jerónimo Feijoo
- Bar Hebraeus
- Raoul de Houdenc
- Aboû Nouwâs
- Nicole Oresme
- Christine de Pisan
- Michel Psellos
- Ali Quchtchi
- Isidore de Séville
- Pierio Valeriano Bolzano
- Sylvestre II

#### de la Renaissance aux Lumières
- Johann Christoph Adelung
- Pierre l'Arétin
- Francis Bacon
- Jean-François de Bastide
- Giuseppe Betussi
- Laurent Bordelon
- Jacques Pierre Brissot
- Andrea Calmo
- Dimitrie Cantemir
- Katip Çelebi
- Comenius
- André-Guillaume Contant d'Orville
- Luca Contile
- Gatien de Courtilz de Sandras
- René Descartes
- Diderot[8]
- Ludovico Dolce
- Lodovico Domenichi
- Anton Francesco Doni
- Guillaume Dubois (Crétin)[9]
- Érasme
- Pierre Gassendi
- Goethe
- Jean-Antoine Guer
- Françoise de Graffigny
- Samuel Hartlib
- François L'Hermite
- Athanasius Kircher
- Ortensio Lando
- Bernard Le Bouyer de Fontenelle
- Pierre-Jean Le Corvaisier
- Mikhaïl Lomonossov
- Gottfried Wilhelm Leibniz
- Nicolas Machiavel
- Domenico Maria Manni
- Pierre-Louis Manuel
- Marivaux
- Montesquieu
- Gabriel Naudé
- Isaac Newton
- Blaise Pascal
- Jean Pic de la Mirandole
- Mathieu-François Pidansat de Mairobert
- Tommaso Porcacchi
- Francesco Saverio Quadrio
- Giovanni Battista Rampoldi
- Ferdinand Rapedius de Berg
- Nicolas Edme Restif de La Bretonne
- Girolamo Ruscelli
- Francesco Sansovino
- Francesco Serdonati
- William Shakespeare
- Charles Sorel
- Emanuel Swedenborg
- Léonard de Vinci
- Saint-Réal
- Voltaire

#### XIXesiècle
- Carlo Amoretti
- Jean-Marie-Vincent Audin
- Honoré de Balzac[10]
- Napoléon Bonaparte
- Fortunée Briquet[11]
- Richard Francis Burton
- Alphonse Daudet[10]
- Ferdinand Hoefer
- Victor Hugo[10]
- Alexander von Humboldt
- Hector Malot[10]
- Alfred de Musset
- Joseph-Charles Taché[12]
- Thomas Young
- Jules Verne
- Emile Zola[10]

#### Époque contemporaine
- José Luis Abellán
- Louis Aragon
- Isaac Asimov
- Jacques Attali
- Alain Badiou
- Jean de Bonnefon
- Philippe Camby
- Albert Camus
- François Cavanna
- Louis Dantin[13]
- Arthur Conan Doyle
- Marco Aurelio Denegri
- Umberto Eco
- Jean-Henri Fabre
- Maurice Garçon
- Pierre Gévart
- Henry de Graffigny
- Léon Halévy
- Vincent Labaume
- Paul Lacroix
- Léon Lamouche
- Gustave Le Bon
- Gustave Le Rouge
- Baccio Maineri (it)
- Marc Monnier
- Simin Palay
- Ernesto de la Peña
- Marcelino Menéndez Pelayo
- Alfonso Reyes Ochoa
- Christian Plume
- Jules Romains
- Claude Roy
- Jean-Paul Sartre
- Andrzej Sarwa
- Joël Schmidt
- Rabindranath Tagore
- Ludwig Tieck
- José Leite de Vasconcelos
- José Luis Villacañas

### Autres usages
Polygraphe est une des insultes du capitaine Haddock, qu'il emploie notamment dans l'album L'Affaire Tournesol.